# Delta (Colorado)
Delta é uma cidade localizada no estado americano do Colorado, no Condado de Delta.

## Demografia
Segundo o censo americano de 2000, a sua população era de 6400 habitantes.
Em 2006, foi estimada uma população de 8366, um aumento de 1966 (30.7%).

## Geografia
De acordo com o United States Census Bureau tem uma área de
14,3 km², dos quais 13,8 km² cobertos por terra e 0,5 km² cobertos por água. Delta localiza-se a aproximadamente 1570 m acima do nível do mar.

## Localidades na vizinhança
O diagrama seguinte representa as localidades num raio de 40 km ao redor de Delta.